# Hibridoma
En biotecnologia es coneix per hibridoma a aquelles cèl·lules que han estat manipulades per tal de crear un híbrid que permeti la producció de proteïnes en grans quantitats, sovint anticossos. L'híbrid està format per material genètic d'una cèl·lula "immortal" (una cèl·lula cancerosa) i el material d'una altra cèl·lula, sovint d'origen no humà, que codifica la producció de la proteïna que es vol reproduir industrialment. Per tal de crear anticossos monoclonals que serveixin com a fàrmacs, s'extreuen limfòcits B de la melsa d'un animal (generalment un ratolí de laboratori) que ha estat sensibilitzat per a la creació d'un anticòs concret.
Aquest material és fusionat amb cèl·lules tumorals de mieloma, que poden créixer indefinidament en un cultiu adient (un mieloma és un càncer dels linfòcits B). La fusió es realitza fent que les membranes de les cèl·lules siguin més permeables, amb polietilenglicol o en presència del virus Sendai. Les cèl·lules híbrides fusionades (hibridomes), essent cancerígenes, es multipliquen ràpida i indefinidament, produint grans quantitats de l'anticòs desitjat. Cal però que siguin seleccionades i posteriorment clonades per dil·lució, per tal d'afinar en l'obtenció d'aquell clon que produeix l'anticòs amb major afinitat pel lligand sobre el que es pretén actuar. Sovint un medi amb Interleucina-6, com el briclone, resulta essencial per a la realització amb èxit d'aquesta pas. En qualsevol cas la selecció es realitza en un medi selectiu a partir d'un hibridoma primari.